# Конвенція ООН про прозорість у контексті арбітражних розглядів між інвесторами та державами на основі міжнародних договорів
Конве́нція ОО́Н про прозо́рість у конте́ксті арбітра́жних розгля́дів між інве́сторами та держа́вами на осно́ві міжнаро́дних до́говорі́в — юридично обов'язкова для держав-учасниць міжнародна угода, яка передбачає публікацію повідомлення відповідача позивачем про арбітраж, повідомлення відповідача у відповідь, позовну заяву, відповідь відповідачем на позовну заяву та будь-які інші письмові заяви сторонами спору, перелік доказів до згаданих документів та показань свідків та експертів (якщо перелік був підготовлений), але не самі докази, письмові подання третіх осіб та не учасників спору, але учасників міжнародного договору, протоколи слухань (якщо є), постанови та рішення арбітражу. При цьому конвенція не передбачає публікації конфіденційної інформації, що становить комерційну таємницю, або тієї, чия публікація перешкоджала б забезпеченню дотримання законодавства, або захищеної від оголошення за міжнародним договором, або якщо вона представлена державою-відповідачем відповідно до національного права, або відповідно до закону або правилам, що арбітраж визнає застосовними з питань розкриття цієї інформації.